# Salomon Sulzer
Salomon Sulzer (Hohenems, 1804. március 30. – Bécs, 1890. január 18.) zsidó zeneszerző, a modern zsinagógai éneknek megalkotója.
Fiatal korától kezdve kántor volt, először szülővárosában, majd több mint 60 éven át Bécsben. A régi izraelita dallamokhoz alkalmazkodó zsinagógai énekei széles körben elterjedtek, és az Osztrák–Magyar Monarchia legtöbb neológ zsinagógájában is ezeket használták. Osztrák és orosz rendjelekkel jutalmazott ének gyűjteményei a következők voltak: 
- Sir-Cijon, gottesdienstliche Gesänge für Israeliten (I. rész, Bécs 1845, II. rész uo. 1866);
- Dudaim, kleines liturgisches Gesangsbuch für Schulen (2 füz.),

Több zsoltárt is megzenésített. Idős korban hunyt el Bécsben 1890-ben.